# Stisljivostni modul
Stisljívostni módul (običajna oznaka K) je v fiziki snovna konstanta, ki podaja odpor snovi na enakomerno vsestransko stiskanje. Določen je kot razmerje med spremembo tlaka p in relativno spremembo prostornine V, ki jo tlak povzroča:
{\displaystyle K=-{\frac {\partial p}{\partial V/V}}\!\,.}
Obratna vrednost prožnostnega modula je stisljivost χ:
{\displaystyle K={\frac {1}{\chi }}\!\,.}
Izpeljana enota SI za sisljivostni modul je N/mm² ali MPa, pa tudi GPa.
Jekleni krogli s stisljivostnim modulom 160.000 N/mm² je treba na primer zmanjšati prostornino za 0,5 %. To zahteva povečanje tlaka za 0,005 · 160.000 = 800 Mpa. Če kroglo obremenimo s tlakom 100 Mpa, se ji bo njena prostornina zmanjšala za faktor 100/160.000 = 0,000625, oziroma za 0,0625 %.
Drugi moduli opisujejo odziv (deformacijo) na druge vrste mehanskih napetosti: strižni modul na strig, prožnostni modul na linearno obremenitev. Za tekočine je fizikalno smiseln le stisljivostni modul. Za anizotropne snovi, kot sta les ali papir, ti trije moduli niso zadostni za opis obnašanja snovi, in je treba upoštevati posplošeni Hookov zakon.
V strogem smislu je stisljivostni modul termodinamska količina, tako da je treba navesti kako se spreminja temperatura. Tako lahko razlikujemo različne stisljivostne module: pri konstantni temperaturi (izotermni {\displaystyle K_{T}}), pri konstantni entropiji (adiabatni {\displaystyle K_{S}}) ipd. V praksi se ti stisljivostni moduli razlikujejo le za pline.
Izotermni stisljivostni modul {\displaystyle K_{T}} za idealni plin je:
{\displaystyle K_{T}=p\!\,.}
Adiabatni stisljivostni modul {\displaystyle K_{S}} za plin je približno dan z:
{\displaystyle K_{S}=\kappa \,p\!\,,}
kjer je κ adiabatni eksponent.
V tekočini stisljivostni modul in gostota ρ določata hitrost zvoka c (tlačnega valovanja), dano z:
{\displaystyle c={\sqrt {\frac {K}{\rho }}}\!\,.}
Trda telesa lahko prenašajo tudi prečno valovanje. Za določitev hitrosti valovanja v takšnih telesih je potreben še eden modul, na primer strižni.

## Anizotropija
Za kristalinska trdna telesa s simetrijo manjšo od kubične stisljivostni modul ni enak v vseh smereh, tako da ga je treba opisati s tenzorjem z več kot eno neodvisno vrednostjo. Elemente tenzorja se lahko določi s pomočjo praškastega loma pod danim tlakom.